# 桃源福德宮
桃源福德宮位於台灣台北市中央北路，為主祀福德正神之道教廟宇。該建物興建於1882年，今為位於台北北投區之傳統廟宇建築。另外，該廟宇的組織型態為管理人制，祭典日期則是每年農曆之八月十日。